# Dissotrocha bjoerki
Dissotrocha bjoerki is een raderdiertjessoort uit de familie Philodinidae. De wetenschappelijke naam van deze soort is voor het eerst geldig gepubliceerd in 1982 door Berzinš.